# 가와타 겐토
가와타 겐토(일본어: 川田 拳登, 1997년 7월 9일~)는 일본의 축구 선수이다.

## 구단 경력
그는 2016년 J1리그의 오미야 아르디자에 입단했다. 2017년 J2리그의 더스파구사쓰 군마로 임대 이적했다. 2017년 9월부터 2019년까지 도치기 SC에서 뛰었다. 2020년 J3리그의 AC 나가노 파르세이루로 임대 이적했다. 11월 오미야 아르디자로 복귀했다. 2021년 AC 나가노 파르세이루로 이적했다.